# Metagonia modesta
Metagonia modesta är en spindelart som beskrevs av Willis J. Gertsch 1986. Metagonia modesta ingår i släktet Metagonia och familjen dallerspindlar. Inga underarter finns listade i Catalogue of Life.